# Battaglia di Ronco
La battaglia di Ronco fu una battaglia della guerra austro-napoletana che ebbe luogo il 21 aprile 1815 nella frazione di Ronco, poco a sud di Forlì. Il principale esercito napoletano, in ritirata in seguito al disastro della battaglia di Occhiobello, era inseguito da un corpo austriaco al comando di Adam Albert von Neipperg. I napoletani, comandati dal loro re, Gioacchino Murat, si volsero per controllare gli austriaci presso il fiume Ronco. La retroguardia napoletana fu sconfitta da una piccola forza in avanzata austriaca, costringendo Murat a ritirarsi più a sud verso il fiume Savio. Gli austriaci subirono perdite leggere, mentre quasi 1 000 napoletani furono uccisi o feriti o disertarono del tutto da Murat.